# Szumiany Małe
Szumiany Małe – wieś w rejonie tarnopolskim obwodu tarnopolskiego na Ukrainie.

## Historia
W II Rzeczypospolitej wieś w powiecie brzeżańskim województwa tarnopolskiego. W 1931 r. liczyła 420 osób, w tym ok. 35% Polaków. 
W latach 1943–1944 nacjonaliści ukraińscy z OUN-UPA zamordowali tutaj 21 Polaków.